# Bagneux (Aisne)
Bagneux es una comuna francesa situada en el departamento de Aisne, de la región de Alta Francia. Está integrada en la comunidad de aglomeración GrandSoissons Agglomération.

## Demografía
| 61 | 52 | 58 | 68 | 61 | 62 | 72 | 71 |
| Para los censos de 1962 a 1999 la población legal corresponde a la población sin duplicidades (Fuente: INSEE [Consultar]) |    |    |    |    |    |    |    |